# كاناكو نايتو
كاناكو نايتو (4 نوفمبر 1980 في اليابان - ) (بالكانا:ないとう かなこ) هي لاعبة كرة طائرة يابانية.

## وصلات خارجية
- كاناكو نايتو على موقع الدوري الياباني (مؤرشف) (اليابانية)